# Sven Edling
Sven Åke Edling, född 9 december 1908 i Gustav Vasa församling i Stockholm, död 23 augusti 2000 i Engelbrekts församling i Stockholm, var en svensk jurist. Han var far till Staffan Edling.
Edling, som var son till häradshövding Holdo Edling, avlade juris kandidatexamen vid Lunds universitet 1931. Efter tingstjänstgöring 1931–1934 blev han assessor i Svea hovrätt 1943 (extra ordinarie från 1941), byråchef för lagärenden i justitiedepartementet 1946 (tillförordnad 1945) och statssekreterare 1949. Edling utnämndes till hovrättsråd i hovrätten för Nedre Norrland 1947. Från 1953 var han justitieråd i Högsta domstolen, blev ordförande på avdelning i Högsta domstolen 1969 och var Högsta domstolens ordförande 1973–1976. Han var ordförande i lagrådet 1965–1969 och 1976–1980. Edling är begraven på Bromma kyrkogård.

## Utmärkelser
- Kommendör med stora korset av Nordstjärneorden, 21 november 1963.[9]